# MIRC
mIRC − klient IRC dla Windows rozpowszechniany na licencji shareware, stworzony w 1995 przez Khaleda Mardam-Beya. Posiada edytor skryptów i własny język skryptowy. Dzięki wtyczkom zawiera dodatkowe funkcje, takie jak:
- menedżer kanałów IRC,
- odtwarzacz MP3,
- serwery Direct Client-to-Client.

Do 30 czerwca 2015 mIRC został pobrany z amerykańskiego serwisu download.com 42 156 561 razy oraz został uznany za jeden z 10 najpopularniejszych programów internetowych w 2003 roku.
W 2001 roku indonezyjski zespół muzyczny T-Five nagrał piosenkę „MIRC”. W 2006 program pojawił się w teledysku „Boten Anna” Basshuntera.